# 麻浦区厅站
麻浦區廳站（：／ Mapo-gucheong yeok */?）是首尔地铁6号线沿線的一座地下車站，位於韓國首爾特別市麻浦區城山洞。

## 車站結構
站體為2面2線側式月台的地下車站，候車月台設有月台幕門，並有8處出口。

### 月台配置
| 世界盃體育場 ↑ |
| \| 上          |
| ↓ 望遠         |

| 月台 | 路線           | 目的地                           |
| ---- | -------------- | -------------------------------- |
| 上行 | ●首尔地铁6号线 | 數碼媒體城、繒山、賽折、鷹岩方向 |
| 下行 | ●首尔地铁6号线 | 合井、昌信、烽火山、新內方向     |

## 歷史
- 2000年12月15日：落成啟用。

## 車站周邊
- 麻浦區廳
- 城西中學
- 首爾望遠初等學校
- 首爾聖元初等學校
- 麻浦區選舉管理委員會
- 望遠2洞治安中心
- 望遠洞世界盃市場
- 麻浦農漁市場
- Woollim娛樂
- 韓國交通安全公團（朝鲜语：한국교통안전공단）首爾支社
- 世界盃派出所
- 和平公園
- 蘭芝漢江公園
- 麻浦身心障礙者福祉館
- 城山大橋
- 首爾交通公社城山別館

## 圖片

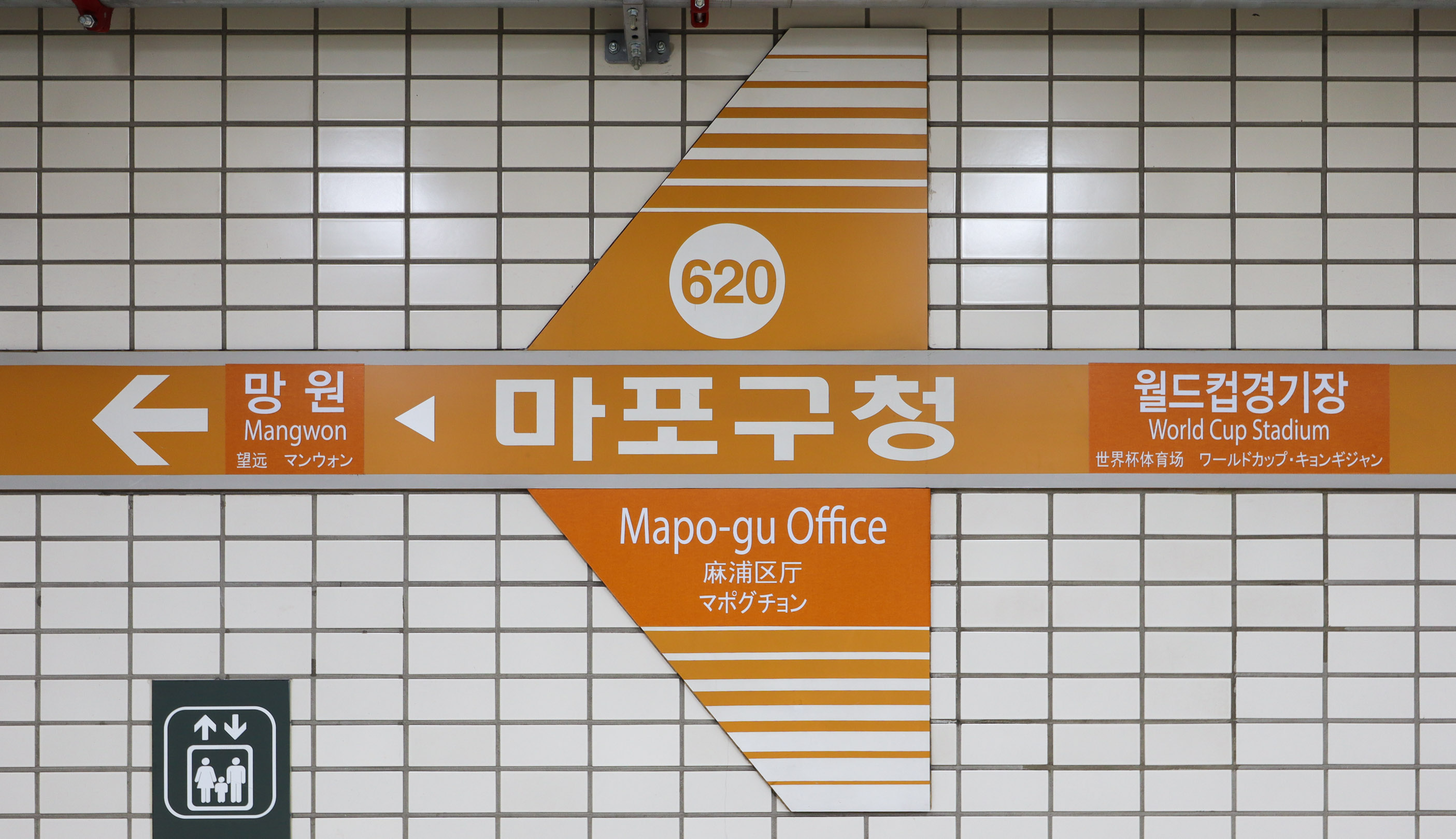
站名牌
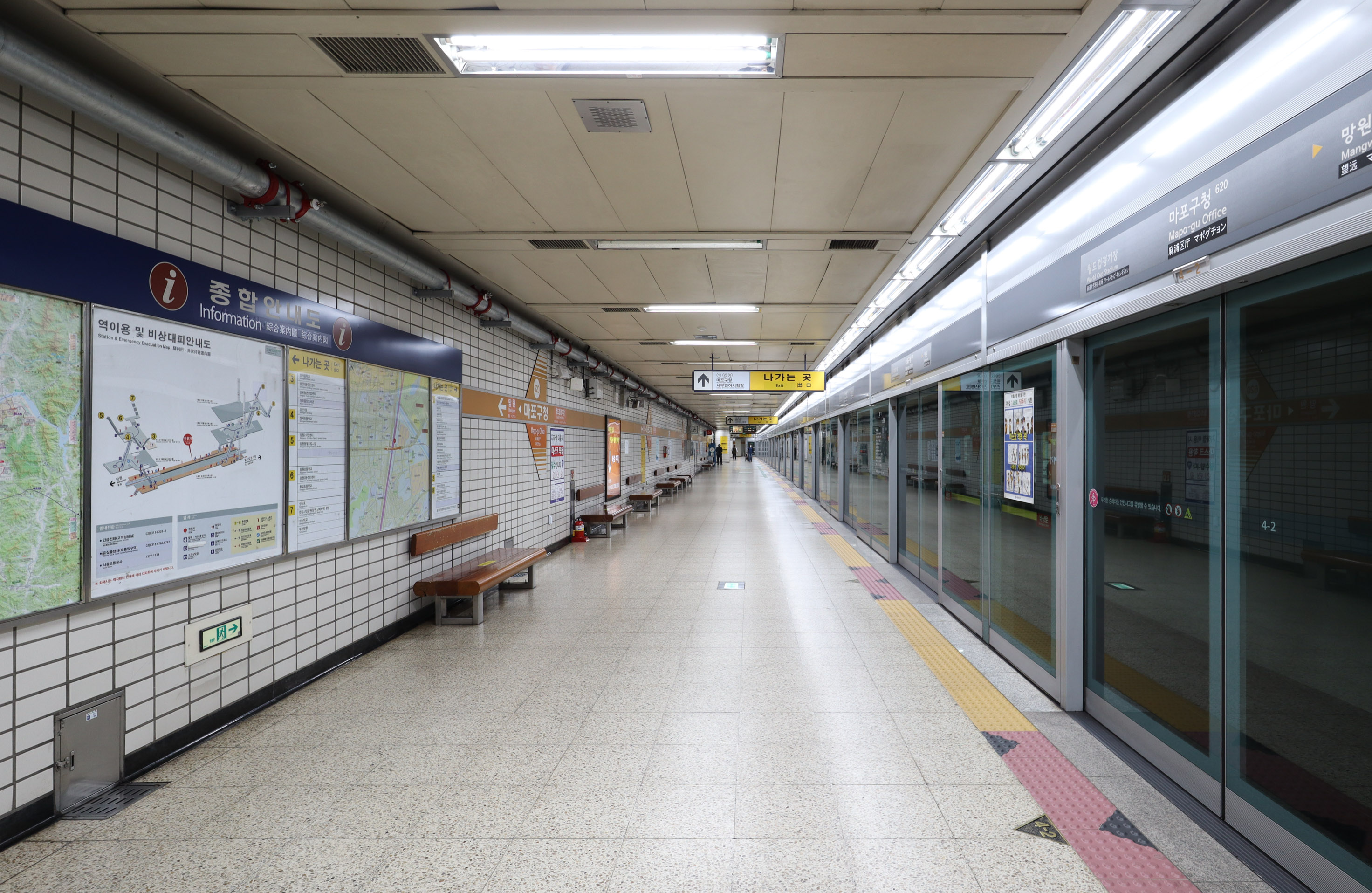
候車月台
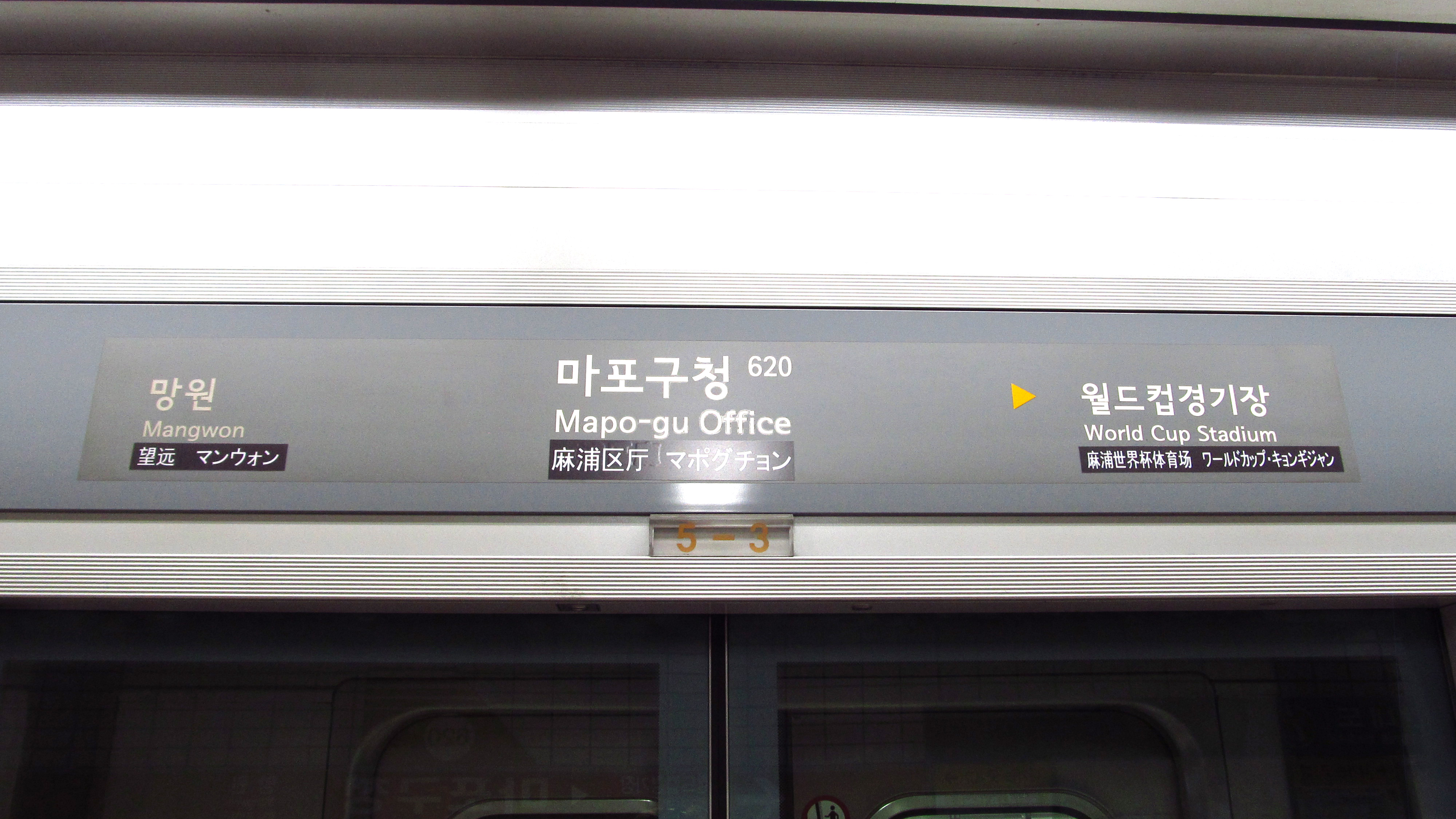
月台門資訊板
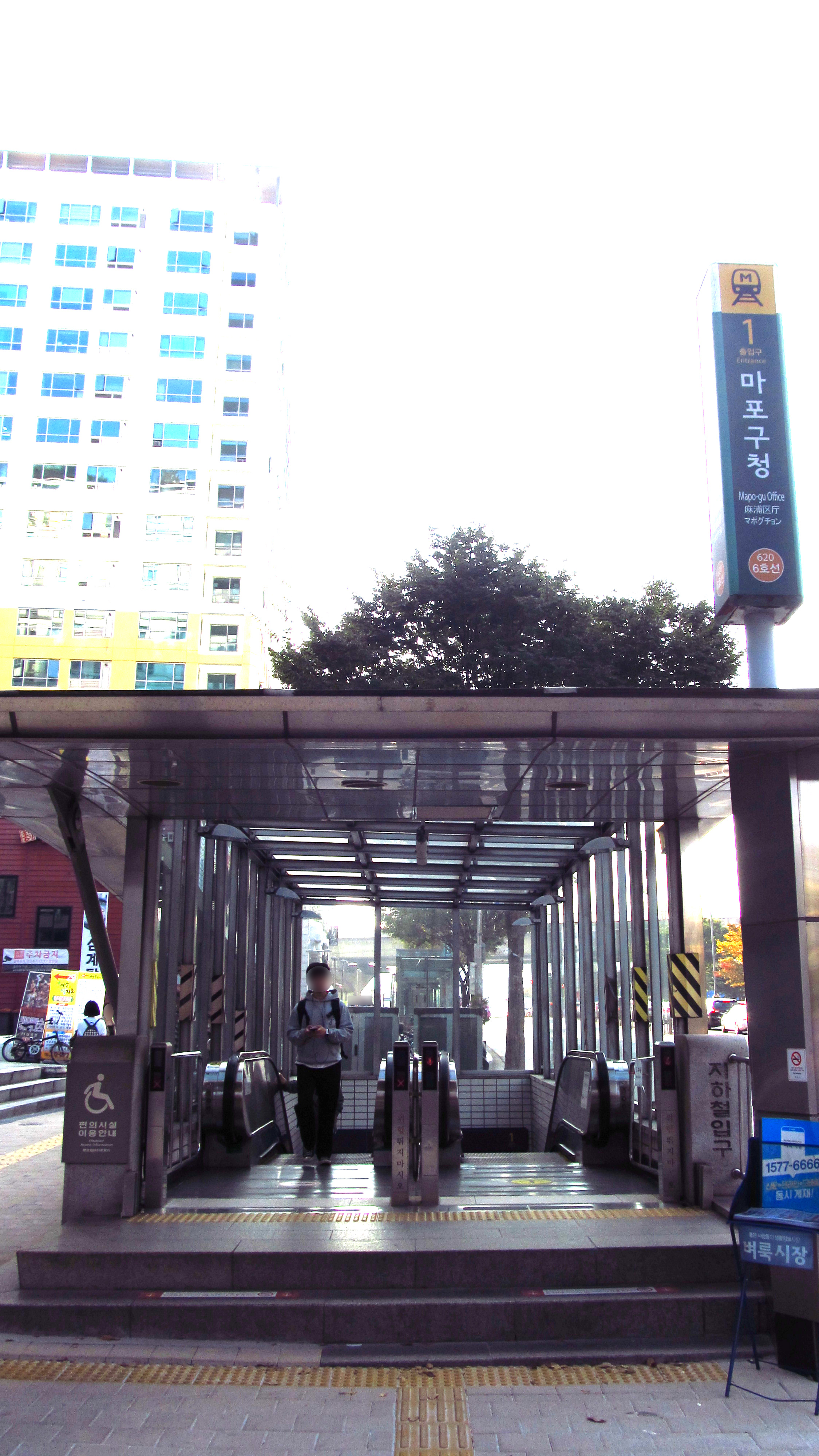
1號出口

## 相鄰車站
首爾交通公社
●首尔地铁6号线
世界盃體育場（619）－麻浦區廳（620）－望遠（621）